# (99980) 1981 ER18
(99980) 1981 ER18 es un asteroide perteneciente al cinturón de asteroides descubierto por Schelte John Bus el 2 de marzo de 1981 desde el Observatorio de Siding Spring.

## Designación y nombre
Designado provisionalmente como 1981 ER18.

## Características orbitales
1981 ER18 está situado a una distancia media de 2,559 ua, pudiendo alejarse un máximo de 2,983 ua y acercarse un máximo de 2,136 ua. Tiene una excentricidad de 0,165.

## Características físicas
Este asteroide tiene una magnitud absoluta de 15,3.